# Charles Falconer, baron Falconer af Thoroton
Charles Leslie Falconer, Baron Falconer of Thoroton, PC, QC, (født 19. november 1951) er en britisk politiker fra Labour. Han er advokat og medlem af Overhuset.

## Lordkansler
Charles Falconer var lordkansler fra 2003 til 2007. Som lordkansler var han leder af det britiske retsvæsen (især med beføjelser i England og Wales). I 2003–2006 var han desuden regeringsudpeget formand for Overhuset (Lord Speaker).

## Minister
Falconer var Minister for reformer af forfatningen (Secretary of State for Constitutional Affairs) fra 2003 til 2007. 
Falconer fik gennemført Constitutional Reform Act 2005, der fremmede Magtens tredeling. Fra 2006 fik Overhuset lov til at vælge sin egen formand, og i 2009 blev den britiske Højesteret oprettet. 
Falconer var kortvarigt Storbritanniens første justitsminister. Han blev udnævnt den 9. maj 2007, men allerede den 27. juni 2007 måtte han afgive posten til Jack Straw.

## Skyggejustitsminister
I 2010 blev Sadiq Khan Labours skyggejustitsminister og skyggelordkansler. Den 11. maj 2015 forlod Sadiq Khan skyggekabinettet, og Falconer blev skyggejustitsminister og skyggelordkansler.